# Greg Marasciulo
Gregory "Greg" Marasciulo (Mount Sinai (New York), 30 maart 1987) is een Amerikaans professioneel worstelaar die onder de ringnaam Trent Barreta vooral bekend is van zijn tijd bij WWE, van 2007 tot 2013.

## In het worstelen
- Finishers
  - DudeBuster DDT

- Signature moves
  - Cannonball senton
  - Corkscrew senton
  - Dropkick
  - Enzuigiri
  - Flying forearm smash
  - Frankensteiner
  - Gobstopper
  - Slingshot elbow drop
  - Somersault plancha
  - Springboard moonsault
  - Superplex

- Met Caylen Croft
  - Inverted atomic drop (Croft) gevolgd door een "running single leg high knee" (Barreta)

## Prestaties
- Florida Championship Wrestling
  - FCW Florida Tag Team Championship (2 keer; Caylen Croft(2x) en Curt Hawkins (1x))

- New York Wrestling Connection
  - NYWC Heavyweight Championship (1 keer)
  - NYWC Hi-Fi Championship (2 keer)
  - NYWC Tag Team Championship (1 keer met Maverick)